# بلاك جاك (طابع)
كان بلاك جاك طابعًا بريديًا أمريكيًا من فئة سنتين، صدر في الفترة من 1 يوليو 1863 إلى 1869، ويُشار إليه عمومًا باسم "بلاك جاك" نظرًا لصورة الرئيس الأمريكي أندرو جاكسون الكبيرة على وجه الطابع مطبوعة باللون الأسود الداكن. ويُعتبر طابعًا أساسيًا في أي مجموعة طوابع أمريكية.
صدر الطابع البريدي لتلبية الحاجة إلى سعر مخفض، حيث إن فئة 2 سنت خصصت للصحف والمجلات والتسليمات المحلية؛ وكان يُستخدم غالبًا "للتعويض" عن الأسعار الأعلى، أو تقسيمه إلى نصفين للتعويض عن الأسعار المنخفضة (طابع بريدي بقيمة 1 سنت) بسبب النقص في مكتب البريد المحلي.
خلال الحرب الأهلية، كان من المفترض أن يكون طابع "بلاك جاك" هو المفضل لدى كل من الشمال والجنوب، ولكن بمجرد أن تلقى الجنوب أخبارًا عن قيام الشمال بصنع طابع بريدي يصور أحد أبطاله، طبعوا طابع بريدي بقيمة سنتين يصور نفس صورة جاكسون على الطابع البريدي "ريد جاك" كرد فعل.

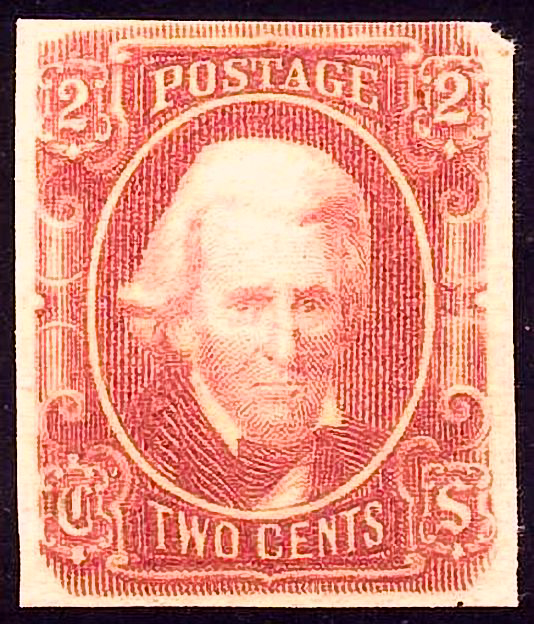
طابع "ريد جاك" بقيمة 2 سنت

بعد انتهاء الحرب، شجع الفقر الناس على إزالة آثار الإلغاء من الطوابع ومحاولة استخدامها مجددًا. قررت الحكومة حينها تركيب آلية معينة مضادة للسرقة على الطوابع تُعرف باسم الشبكة. كان من المفترض أن تمنع هذهِ الشبكة، التي تتكون من صفوف متعددة من التجاويف الصغيرة في الطوابع، من إزالة آثار حبر الإلغاء دون اكتشافها؛ لكن الناس كانوا عادةً ما يتغلبون على هذه المشكلة بتقسيم الطابع إلى نصفين، ثم إعادة استخدام الجزء الذي لا يحمل أي آثار للإلغاء. عُرفت أول شبكة مُطبقة على طابع بلاك جاك باسم شبكة "Z"، وطُرحت في يناير 1868. وعلى مدار الأشهر القليلة التالية، استخدم مكتب البريد ثلاثة أنماط من الشبكات الأصغر (D وE وF) في إنتاج هذا الطابع.

## بحث

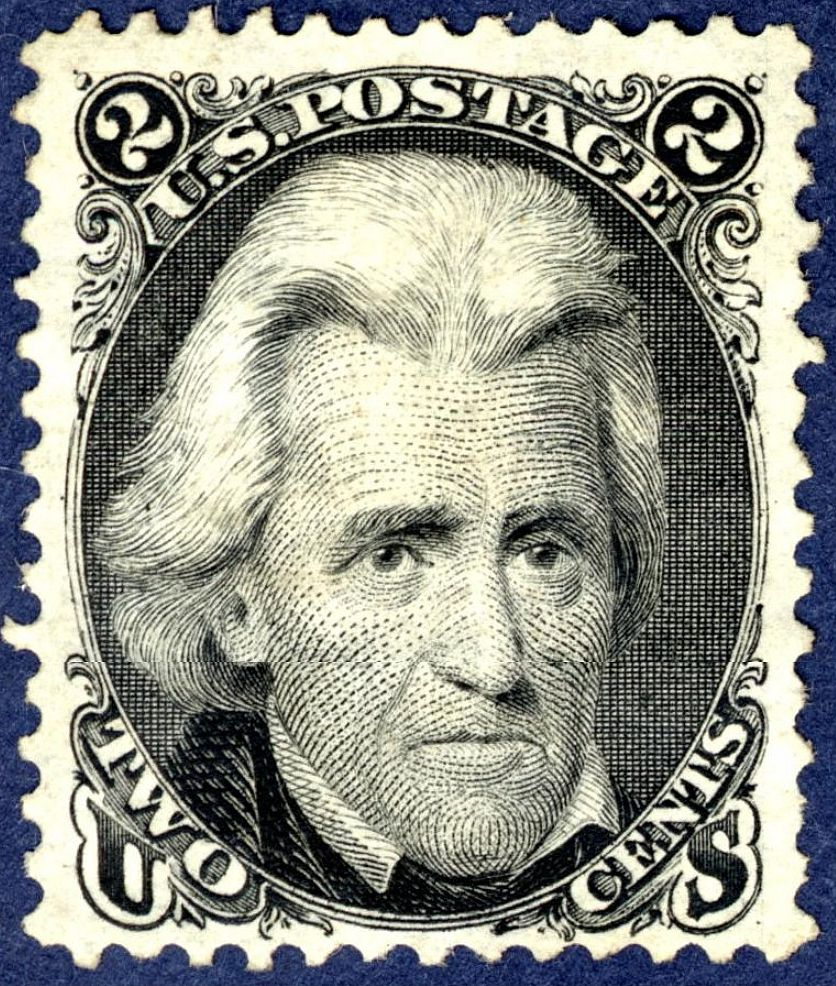
طابع "بلاك جاك" عام 1863

أجرى ستيفن ميتزجر بحثًا في طبع طوابع بلاك جاك فئة 2 سنت. وكشف عن تفاصيل أكثر حول القوالب المستخدمة في الطباعة، مقارنةً بتلك المذكورة في دليل سكوت للطوابع المتخصص. توجد "نقاط في لفافة" على اللوحة 53، على يمين الرقم 2 من اليسار. لا يُعتقد أن هذهِ العلامات سرية. اكتشفت مارييت ب. لين لوحة "النجمة على الخد" (اللوحة 57) في عقد الستينيات من القرن العشرين. ويُعتقد أن كلا النوعين ناتجان عن قالب طبع صدئ.

## اقرأ أيضا
- Siegel Auction Galleries - 1867–68 U.S. Grilled Issues

- Scott Publishing Company, 2005 Specialized Catalogue of United States Stamps and Covers (2004)
- Lester G. Brookman, The 19th Century Postage Stamps of the United States (1947, vol. I) [exhaustive information about "grills"]
- Tiffany، John Kerr (1887). History of the postage stamps of the United States of America. St. Louis, Mo.: C. H. Mekell.
- Luff، John N. (1902). The postage stamps of the United States. New York: Scott Stamp & Coin Co., ltd.